# Trichosalpingus brunneus
Trichosalpingus brunneus là một loài bọ cánh cứng trong họ Mycteridae. Loài này được Blackburn miêu tả khoa học năm 1891.